# Verbe auxiliaire
Pour les articles homonymes, voir Auxiliaire.
En grammaire, un auxiliaire est un verbe  qui se combine à un verbe principal pour constituer ainsi un temps composé ou périphrastique. Il ajoute divers traits grammaticaux au verbe principal, dont les plus fréquents sont la personne, le temps, l'aspect, la voix, le mode, mais aussi d'autres catégories grammaticales comme la polarité négative, dans les langues ouraliennes.  En français, il en existe deux de base : être et avoir suivis du verbe au participe passé. Ils sont utilisés pour conjuguer certains temps portant la marque de l'accompli et la voix passive. D'autres verbes, considérés également comme des auxiliaires aspectuels ou modaux, toujours suivis d'un second verbe à l'infinitif, sont traditionnellement appelés semi-auxiliaires . Les traits grammaticaux encodés dans l'auxiliaire d'une langue donnée peuvent très bien être exprimés par un morphème du verbe principal ou un affixe grammatical dans une autre langue ou même à une époque antérieure de la langue : l'allemand exprime le futur par un auxiliaire (er wird singen), le français par un morphème intégré à la terminaison (il chantera ), lui-même issu d'une construction auxiliée du latin tardif (* cantare (h)abet), l'arabe par le préfixe / sa-/ (يغني /yuʁannī '/ , il chante ;  سيغني / sa-yuʁannī / , il chantera) .
On considère généralement que pour être rangé dans la catégorie des  auxiliaires, un verbe doit pouvoir être conjugué et s'associer à un autre verbe  (le verbe lexical ou auxilié) qui prend nécessairement une forme impersonnelle (infinitif, participe, radical) :
```
                                
Forme verbale auxiliée = verbe auxiliaire conjugué + verbe lexical non conjugué
```

C'est le cas dans un très grand nombre de langues ; toutefois, l'existence de formes verbales composées ne répondant pas exactement à ce syntagme amène certains linguistes à proposer une définition plus large de l'auxiliaire.

## La nature de l'auxiliaire
L'amalgame de deux signifiés, un monème lexical et un ou plusieurs monèmes fonctionnels (il a regard-é ) compose une forme périphrastique qui s'intègre dans  la conjugaison au même titre que les autres formes qui se caractérisent par des suffixes ajoutés au radical du verbe lexical pour noter d'autres temps grammaticaux (il regard-ai-t, il regarde-r-a). Ce qui distingue l'auxiliation de la suffixation, c'est que l'auxiliaire se conjugue et conserve souvent une certaine autonomie syntactique en n'étant pas absolument inséparable du verbe lexical. Ainsi en français, certains adverbes peuvent s'intercaler entre les deux formes : J'ai déjà terminé. L'espagnol contemporain présente sur ce point une grammaticalisation plus avancée puisque cette disposition des mots serait incorrecte (* He ya acabado), l'auxiliaire et le participe passé ne pouvant être séparés ; seul Ya he acabado  est possible.
L'existence de verbes auxiliaires, quelle que soit la langue, provient toujours d'une évolution historique qui transforme un verbe lexical en un outil grammatical susceptible d'exprimer certaines fonctions  propres au verbe auquel il se joint, par exemple la personne, le temps, l'aspect, le mode. Ainsi employé, il perd  sa signification originelle (la notion de détenir pour avoir), ce qui n'empêche pas qu'il puisse par ailleurs être utilisé seul en conservant son sens propre, mais il arrive parfois qu'il finisse par se cantonner dans son rôle d'auxiliaire, ce qui est pratiquement le cas du verbe espagnol
haber (avoir), qui n'a plus d'autre emploi depuis le XVIe siècle que celui d'auxiliaire - à l'exception de rares formes figées comme hay (il y a) - la notion de possession étant exprimée par le verbe tener.
En revanche, le verbe français avoir, conserve  son sens général de détenir, posséder, tout en devenant auxiliaire quand il s'adjoint au participe passé d'un verbe pour exprimer différents passés et modes selon le temps et le mode auxquels il est conjugué (passé composé, plus-que-parfait, futur antérieur,  subjonctif passé). La double fonction acquise ainsi par un verbe peut entraîner une ambiguïté lorsqu'il est suivi dans son emploi lexical d'une construction identique à celle de la périphrase auxiliée. C'est le cas de aller dans je vais travailler où ce verbe peut exprimer la notion de départ (valeur lexicale) ou celle d'action imminente (fonction d'auxiliaire) et, semblablement en anglais, de to be going to : dans I am going to work, work peut-être un nom complétant le verbe lexical (= je vais au travail) ou un verbe précédé de l'auxiliaire exprimant le futur proche (= je vais aller travailler).

## Les auxiliaires du français

### L'emploi des verbesêtreetavoir
L'un et l'autre peuvent être employés seuls avec leur sens plein : celui d'exister, de demeurer (Je pense, donc je suis ; je suis à la maison), et de posséder hors de soi (j'ai ce livre) ou en soi (j'ai chaud). Ils perdent leur signification propre lorsqu'ils sont suivis d'une autre forme verbale et deviennent de ce fait des auxiliaires de temps. La conjugaison les fait suivre du participe passé pour former, à l'indicatif, le passé composé (il a parlé / il est parti), le passé antérieur ( quand il eut parlé... / quand il fut parti ), le plus-que-parfait (il avait parlé / il était sorti), le futur antérieur (quand il aura parlé... / quand il sera sorti) ; au subjonctif, le passé (il faudrait qu'il ait parlé / il faudrait qu'il soit sorti), le plus-que-parfait (il souhaitait qu'il eût parlé / il souhaitait qu'il fût sorti) ; le conditionnel passé (il aurait / il eût parlé / il serait / il fût sorti). Quand l'auxiliaire s'emploie lui-même à un temps composé suivi d'un participe passé, il permet de former des temps surcomposés d'un usage aujourd'hui régional (quand il a eu fini de déjeuner, il s'est endormi).
L'emploi de l'auxiliaire être est, par ailleurs, le mode de formation unique des formes passives à tous les temps (il est / a été / avait été / ... / mordu par un chien errant).
Au regard du choix de l'auxiliaire, les verbes français se répartissent en trois catégories : la grande majorité fonctionne avec avoir, un petit nombre avec être, quelques-uns avec les deux .
Avoir sert d'auxiliaire à lui-même (j'ai eu, j'avais eu...) ainsi qu'au verbe être (j'ai été, j'avais été...).
Pour les autres verbes, le choix entre les deux auxiliaires dépend de leur nature : être s'emploie avec tous les verbes pronominaux, avoir avec tous les verbes transitifs ; ceux qui sont intransitifs recourent le plus souvent aussi à avoir ; c'est en particulier le cas de tous les verbes essentiellement impersonnels (il a plu...)  et des auxiliaires modaux (il a fallu, il a pu...). Une vingtaine de verbes intransitifs seulement, mais très courants, comme aller, venir et ses composés dont devenir, arriver, (re)partir, (r)entrer, (re)sortir, (re)monter, (re)descendre, (re)tomber, naître, mourir, décéder, demeurer, rester emploient être :  presque tous sont de sens perfectif et expriment un déplacement ou un changement (demeurer et rester qui font exception ont pu être conjugués avec avoir jusqu'au  XXe siècle). Toutefois certains verbes perfectifs de mouvement s'emploient avec avoir : atteindre ou sauter, par exemple. Les théories rendant compte de l'usage de l'auxiliaire être ne font pas consensus.  La grammaire relationnelle considère ainsi comme verbe ergatifs ceux qui recourent à être parce que, à la différence des autres verbes, leur sujet peut être considéré comme un objet passif, ce qui s'observe dans l'analogie entre le sujet/
patient issu d'une transformation passive et le sujet d'une forme verbale composée avec être : Pierre travaille le bois / Pierre sort ⇒ Le bois est travaillé / Pierre est sorti. De même : Pierre sort/ monte/ meurt peut être transformé en Je l'ai vu sorti/monté/mort alors que Pierre travaille ne peut donner *Je l'ai vu travaillé . Dans cette perspective on peut s'interroger sur la nature du verbe être dans cet emploi, auxiliaire ou copule ?
Enfin  certains verbes comme accourir, (ap)paraître, atterrir, acceptent avoir et être le choix se faisant selon que l'accent est mis sur l'action (Son dernier roman a paru l'an dernier) ou le résultat de l'action (Son dernier roman est paru).

### Origine des auxiliairesêtreetavoir
Le verbe être descend du latin esse qui sert également d'auxiliaire du passif, mais dans des emplois moins nombreux que dans les langues romanes, puisque les passifs n'y recourent qu'aux temps du perfectum : auditus est, il/elle a été entendu(e) ; auditi eratis, vous aviez été entendus. C'est un suffixe qui indique le passif aux temps de l'infectum : audit, il/elle entend ; auditur, il/elle est entendu(e). Toutefois les verbes dits déponents qui se conjuguent comme des passifs, mais ont un sens actif présentent aussi  des formes périphrastiques : imitatus est, il/elle a imité auxquels font écho par leur forme et leur sens les intransitifs français recourant à l'auxiliaire être (il est allé). Les verbes être et esse remontent à une racine PIE *es- qui a donné naissance à des formes apparentées dans de nombreuses langues indo-européennes utilisées comme copule ou comme auxiliaire .
Le verbe avoir descend du latin habeo - habere, je possède/je tiens - posséder/tenir, qui n'est pas utilisé comme auxiliaire en latin classique. Il l'est devenu dans toutes les langues romanes à partir de certaines tournures employées seulement avec des verbes exprimant des opérations intellectuelles (connaître, tenir pour certain, comprendre). Ce type d'expression s'est progressivement généralisé. Ainsi on trouve en latin classique : Meam fidem habent cognitam (le participe parfait cognitam est accordé au COD meam fidem), ils tiennent ma loyauté pour connue, ils ont eu l'expérience de ma loyauté. Puis sur le même modèle, avec d'autres verbes : « Habeo litteras scriptas », « j'ai une lettre écrite » (scriptas, participe parfait accordé au c.od. litteras), dans le sens j'ai une lettre et j'ai fini de l'écrire, tournure qui ne se substitue pas à la forme grammaticale du verbe conjugué au parfait : « Litteras scripsi », « j'écrivis une lettre ». Dans les expressions précédentes habeo conserve sa valeur sémantique de posséder (avoir en soi ou avec soi) qu'il perd en latin tardif. Ainsi Grégoire de Tours écrit au VIe siècle : « episcopum invitatum habes », « tu as invité l'évêque » où le COD reste accordé au participe. Celui-ci est juxtaposé à habeo qui  a perdu tout sens propre. L'ordre des deux composants demeure variable
jusqu'au français classique avant que s'impose définitivement la périphrase avoir + participe passé.

### Les auxiliaires à valeur aspectuelle et modale
- Être et avoir.  Aussi longtemps que le passé simple fut utilisé dans la langue orale, le passé composé exprima une valeur aspectuelle : le résultat présent d'une action passée. Le passé simple étant désormais réservé à la narration, le passé composé réunit les valeurs de temps (un fait passé par rapport au moment de l'énonciation) et d'aspect (un fait achevé dans le présent), le contexte pouvant faire la différence : Elle a réussi le concours il y a plusieurs années (Temps) ; Cette fois, elle a réussi le concours (Aspect). Mais dans de nombreuses occurrences les deux valeurs se confondent.

- Aller et venir de.  Ils sont considérés tantôt comme des auxiliaires de temps exprimant le futur proche et le passé proche[7], tantôt comme des auxiliaires  d'aspect [8].  Dans cette perspective, aller exprime le début prochain de la réalisation du procès (aspect perspectif) et venir saisit le procès immédiatement après son stade final :  nous allons (allions) maintenant procéder au tirage au sort  ;  nous venons (venions de) terminer la réunion.  À la différence de être et avoir, ils ne s'emploient en tant qu'auxiliaires qu'au présent et à l'imparfait (futur proche dans le passé et passé proche d'antériorité) et ne sont donc pas traditionnellement placés sur le même plan que les deux précédents. Toutefois certaines occurrences du verbe aller comme Cela va de soi ou Comment vas-tu ? (qui correspond au verbe être dans d'autres langues) révèlent son aptitude à se délexicaliser comme être et avoir. Certaines langues romanes utilisent d'ailleurs davantage les verbes issus du latin qui ont donné naissance aux trois radicaux du verbe aller français, ire (aller : il ira), vadere (aller : il va), ambulare(étymologie discutée) (déambuler : il allait). Ces deux semi-auxiliaires sont apparus  en moyen-français, aller ayant été concurrencé dans cette fonction par devoir et vouloir, il veut pleuvoir ayant  eu ou ayant encore dans des emplois dialectaux le sens de il va pleuvoir.
- Le verbe modal devoir prend parfois la valeur d'un futur. Dans les phrases Les deux chefs d’État doivent se rencontrer la semaine prochaine ou On ignorait alors que cette victoire devait être la première d'une longue série, ce verbe n'a pas sa valeur plus usuelle d'obligation ou de nécessité, non pas à cause de sa valeur intrinsèque, mais à cause du contexte qui en oriente le sens.
- D'autres verbes ou locutions verbales servent d'auxiliaires aspectuels (se mettre à ; être en train de ; finir de) et modaux (pouvoir, devoir, sembler, paraître) et entraînent l'usage de l'infinitif du verbe principal. L'usage les regroupe sous le terme de semi-auxiliaires, parce qu'à la différence de être et avoir, ceux d'entre eux qui peuvent être utilisés en position d'auxiliaire conservent leur sens et se construisent comme des verbes lexicaux suivis d'un second verbe : le semi-auxiliaire  commencer à + infinitif a exactement le même sens que commencer + nom. Il est donc  aisé de  distinguer les auxiliaires temporels des autres verbes, la plupart des grammairiens limitant d'ailleurs cette catégorie à être et avoir ; il est en revanche difficile de distinguer les modaux des verbes ordinaires pouvant admettre un autre verbe complément et donc difficile d'établir une liste close des auxiliaires modaux, liste qui varie selon les critères adoptés [9].

## Les auxiliaires de voix, de temps et d'aspect dans les langues romanes
Toutes les langues romanes recourent à deux auxiliaires issus des verbes latins sum et habeo pour exprimer la voix passive et former des temps dits composés ou périphrastiques. À ces auxiliaires de base s'ajoutent d'autres verbes qui se sont eux aussi grammaticalisés pour exprimer temps, voix, ou aspect. C'est le cas surtout de verbes de mouvement très usuels.

### Les deux auxiliaires principaux de temps et d'aspect
Toutes les langues romanes comportent des formes composées d'un auxiliaire issu de habere et éventuellement esse suivi du participe passé du verbe principal. Comme c'est le cas en français, elles peuvent véhiculer aussi bien une notion de temps que d'aspect.
Certaines langues n'ont que l'équivalent de avoir, cependant que d'autres, comme le français, emploient également être avec quelques verbes. En voici des exemples correspondant généralement au passé composé français, l'auxiliaire étant donc conjugué au présent :
| Un seul auxiliaire pour les temps composés | Un seul auxiliaire pour les temps composés | Un seul auxiliaire pour les temps composés | Un seul auxiliaire pour les temps composés | Un seul auxiliaire pour les temps composés |
|                                            | Roumain                                    | Catalan                                    | Espagnol                                   | Portugais                                  |
| ------------------------------------------ | ------------------------------------------ | ------------------------------------------ | ------------------------------------------ | ------------------------------------------ |
| Auxiliaire                                 | a avea                                     | haver                                      | haber                                      | haver / ter¹                               |
| J'ai parlé                                 | am vorbit                                  | he parlat                                  | he hablado                                 | tenho / hei falado                         |
| Je suis venu                               | am venit                                   | he vingut                                  | he venido                                  | tenho / hei vindo                          |

¹ Aujourd'hui dans la plupart des territoires lusophones ter l'emporte. De sens très proche de haver, il provient du latin tenere (tenir). L'usage de haver tend à être littéraire.
Dans ces langues les verbes pronominaux sont donc conjugués à l'aide du verbe avoir.
| Deux auxiliaires possibles pour les temps composés | Deux auxiliaires possibles pour les temps composés | Deux auxiliaires possibles pour les temps composés | Deux auxiliaires possibles pour les temps composés | Deux auxiliaires possibles pour les temps composés | Deux auxiliaires possibles pour les temps composés | Deux auxiliaires possibles pour les temps composés |
|                                                    | Italien                                            | Occitan                                            | Vénitien                                           | Corse                                              | Sarde                                              | Romanche                                           |
| -------------------------------------------------- | -------------------------------------------------- | -------------------------------------------------- | -------------------------------------------------- | -------------------------------------------------- | -------------------------------------------------- | -------------------------------------------------- |
| Auxiliaire                                         | avere                                              | aver                                               | avè                                                | ai                                                 | aver                                               | aver                                               |
| J'ai parlé                                         | ho parlato                                         | ai parlat                                          | go/ò parlà                                         | aghju parlatu                                      | apu fuedhau                                        | hai discurrì                                       |
| Auxiliaire                                         | essere                                             | èsser                                              | èser                                               | esse                                               | essi                                               | esser                                              |
| Je suis venu/e                                     | sono venuto/-ta                                    | soi vengut/-uda                                    | so' vegnùo/-a                                      | sò venutu/ta                                       | seu bènniu/-ia                                     | sun vegnì/-ida                                     |

Là où coexistent les deux auxiliaires, leur répartition est  proche de celle que connaît le français, la plupart des verbes recourant à avoir. Cependant, dans toutes ces langues être est un peu plus fréquent et s'utilise en particulier comme auxiliaire de lui-même ; ainsi  j'ai été se dit en italien : sono stato/-a, masc./fém., en corse : sò statu, en occitan : siói estat, en sarde : su stètiu, en romanche : sun staus.   En italien et en corse, les verbes impersonnels météorologiques admettent les deux auxiliaires ; ainsi il a plu se dit en italien è /ha piovuto, il a plu (le second étant plutôt employé avec  un complément : Ha piovuto tutto il giorno), en corse hà piossu avec avoir ou hè piossu avec être, mais toujours a plogut en occitan comme il a plu en français. Les formes impersonnelles de l'italien emploient aussi essere, même si le verbe utilise par ailleurs avere (Abbiamo mangiato bene, nous avons bien mangé, mais si è mangiato bene, on a bien mangé).

### D'autres auxiliaires de temps
- Expression du parfait

Le catalan est la seule langue romane à recourir à un verbe de mouvement pour exprimer un passé ou un fait présent résultant d'une action passée, le verbe anar suivi de l'infinitif : Vaig parlar (j'ai parlé) ; Va venir (Il est venu). Il a pour équivalents les verbes andar (espagnol, portugais), andare (italien)et, employé seul, signifie aller. C'est un exemple remarquable de grammaticalisation où le verbe devenu auxiliaire a acquis une fonction - noter un parfait- qui va à contre-sens  de sa signification première, un mouvement orienté vers l'avant. Des essais d'explication de cette évolution ont été proposés. Cette construction périphrastique, aujourd'hui très vivante, malgré l'existence d'une forme simple de même valeur, n'est pas antérieure au XIVe siècle, mais semble être apparue dès le 12e en occitan où elle  s'est seulement maintenue en gascon. Seule l'absence de préposition introduisant le verbe lexical distingue d'ailleurs ce parfait du futur proche : Joan va cantar (Joan a chanté), mais Joan va a cantar (Joan va chanter).
- Expression du futur

Le roumain a plusieurs manières d'exprimer le futur. La forme la plus littéraire (dit futur I) utilise  a vrea (vouloir) suivi du verbe principal à l'infinitif : Mâine voi sta a casă (Demain je resterai à la maison). Il s'est constitué en auxiliaire autonome, sa conjugaison différent morphologiquement du verbe vouloir proprement dit : vom, vei, va, vom, veţi, vor pour l'auxiliaire du futur conjugué au présent ; vreau, vrei, vrea, vrem, vreţi, vor pour le verbe vouloir.
Le romanche emploie le verbe vegnir suivi de a(d) + infinitif pour former son futur et son futur du passé : El vegn a partir (Il partira) ; El/Ela vegn ad esser partì/ partida (Il/Elle sera parti(e)).

### L'expression de la voix
À la voix passive toutes les langues romanes utilisent  l'équivalent de être suivi du participe passé accordé en genre et en nombre avec le sujet. Ainsi en roumain :
Mesajul este scris în română (Le message est écrit en roumain)
Spectacolul a fost anulat   (Le spectacle a été annulé ; a fi, être ; fost, été, participe passé)
Cartea va fi tradusă în limba franceză (Le livre sera traduit en français ; va, 3e pers. sing. de a vrea, vouloir, auxiliaire du futur ; carte est féminin ; participe passé : masc. traduc / fém. tradusă)
Outre le verbe essere (être), l'italien  utilise  couramment le verbe venire suivi du participe passé comme auxiliaire du passif. Ainsi « la porte est fermée » se dit tout aussi bien « La porta è chiusa » que « La porta viene chiusa » (« La porte est fermée »), tous deux admettant un complément d'agent : « La chiesa fu / venne distrutta da una bomba »  (« l'église fut détruite par une bombe »).  Venire toutefois ne s'emploie qu'aux temps simples.

### Les auxiliaires d'aspect
- Aller : auxiliaire du futur proche

L'emploi du verbe aller suivi d'un infinitif d'usage courant en français pour exprimer le futur proche (Il va pleuvoir) se retrouve en catalan ( Va a ploure ), en espagnol ( Va a llover ), en portugais ( Vai a chover ). Le roumain et l'italien n'ont pas de formes correspondantes et le corse recourt à une autre tournure avec le verbe avoir : Hà da piove.
- Estar / stare ;  verbes de mouvement : Auxiliaires de l'aspect progressif

Du latin stare, se tenir debout sont issus les verbes stare en italien, stà en corse ainsi que estar en catalan, espagnol et portugais, langues dans lesquelles il concurrence par ailleurs le verbe ser (être) comme 
copule. En se combinant avec le participe présent ou exceptionnellement avec un infinitif, il exprime un processus en cours de déroulement, constituant une forme progressive analogue à celle  de l'anglais (I am writing) dans les principales langues romanes à l'exception du français et du roumain ; ainsi, « il est en train d'écrire une lettre » se dit : « esta escribiendo una carta » (espagnol) ; « está a escrever uma carta » (portugais) « está escrevendo uma carta » (portugais du Brésil) ; està escrivint una letra (catalan) ; sta scrivendo una lettera (italien) ; stà scrivendu una lèttera (corse).
L'occitan et le sarde ignorent cet auxiliaire, mais expriment cet aspect en utilisant être suivi respectivement de l'infinitif (précédé de la préposition a) et du gérondif : es a escriver una letra ; est iscridindhe/iscrindhe una lítara. Le français a employé la périphrase être suivi du participe présent jusqu'au XVIIe siècle où Malherbe condamne Desportes pour utiliser encore cette tournure dans ce vers : « Je pense être échappé quand je suis périssant » .
Le français  utilise encore aller suivi du participe présent (  Son mal allait croissant ) comme auxiliaire de l'aspect progressif, mais ce type d'expression ne relève pas de la langue courante et son emploi archaïsant se limite à des verbes intransitifs   L'espagnol et le portugais en font un beaucoup plus grand usage en mettant le verbe lexical soit au gérondif (espagnol et portugais brésilien) soit à l'infinitif précédé de la préposition a (portugais) : à estar on peut substituer ir (aller), andar (marcher) et, plus rarement, venir (espagnol) / vir (portugais) pour souligner avec des nuances différentes  le  déroulement et la progression d'une action : Estoy buscando una  casa  (esp.) / Estou procurando/a procurar uma casa (port.) implique que je suis à la recherche d'une maison en ce moment alors que  Ando buscando una  casa (esp.) /Ando procurando/a procurar uma casa ( Je suis à la recherche d'une maison ) suggère que cette recherche dure et se poursuit. Voici quelques exemples d'emploi de ces périphrases verbales très vivantes :
- Espagnol : avec ir : Voy aprendiendo el español ( Je suis en train d'apprendre l'espagnol avec idée de progression ) ; avec andar : Andaba viendo televisión todo el dia ( Il passait tout le jour à regarder la télévision avec une insistance sur la durée );

avec venir : Se lo vengo dicendo hace un año ( Je ne cesse de le lui dire depuis un an )
- Portugais : avec ir : Va vindo ( Il vient ) ; avec andar : O país anda vivendo uma crisis (Le pays est en train de vivre une crise avec insistance sur la durée ; avec vir (venir) Esse livro vem recebendo muitos elogios de critica. (Ce livre reçoit beaucoup d'éloge de la critique) avec insistance sur le déroulement ou l'aboutissement

## Autres langues

### Langues germaniques
Auxiliaires principaux : Temps, aspect, voix.
Toutes ont des formes périphrastiques à valeur temporelle et/ou aspectuelle, composées d'un auxiliaire équivalent de avoir, de être et de devenir pour quelques langues, qui précède le participe passé du verbe principal. Ces verbes sont utilisés par ailleurs avec leur sens plein de posséder, exister, devenir, sens qu'ils perdent quand ils deviennent des auxiliaires.
- Allemand

Trois auxiliaires principaux : haben (avoir) ; sein (être) ; werden (devenir)
Haben  sert d'auxiliaires à la plupart des Perfekt et Plusquamperfekt (Ich habe gegessen : j'ai mangé) à l'exception de quelques verbes intransitifs de mouvement et de changement d'état qui recourent à sein (Er ist ihm gefolgt : il l'a suivi). Werden est l'auxiliaire du passif dit d'action : Der Laden wird geschlossen (Le magasin se ferme ; on ferme le magasin) dont le sens est différent de der Laden ist geschlossen (Le magasin est fermé) qui emploie l'auxiliaire sein, souvent appelé passif d'état. Werden suivi d'un infinitif sert aussi à former le futur.
- Néerlandais

Trois auxiliaires principaux : hebben (avoir) ; zijn ( être) ; worden (devenir)
Hebben est l'auxiliaire de la plupart des Perfectum (Voltooid tegenwoordige tijd)  et Plusquamperfectum (Voltooid verleden tijd) : ik heb / had gegeten (j'ai / avais mangé) ; les verbes intransitifs de mouvement (là où la direction est précisée) et de changement d'état utilisent zijn   : Ze is begonnen (elle a commencé ). Worden est l'auxiliaire du passif : Hij helpt (Il aide) > Hij wordt geholpen (Il est aidé). Aux temps composés le participe passé de worden est sous-entendu : Hij is geholpen (Il a été aidé).
- Langues scandinaves

Trois auxiliaires principaux : Danois / Norvégien / Suédois / Islandais : have / ha  /ha / hafa (avoir) ; Danois / Norvégien / Islandais : være / være / vera (être) ; Danois / Norvégien / Suédois / Islandais : blive / bli / bli / verða (devenir)
Le verbe avoir, suivi du participe passé est l'auxiliaire de tous les Perfect et Pluperfect du suédois et il peut être utilisé avec tous les verbes norvégiens, mais ceux indiquant un changement de lieu acceptent les deux auxiliaires ; ainsi : il est venu Han ar kommet (avec ha) ou Han er kommet (avec være). Have est aussi l'auxiliaire de la plupart des verbes danois, à l'exception des  verbes de mouvement ou de changement d'état qui emploient være : Han er begyndt (il a commencé).  La formation du passif recourt soit à une forme synthétique soit à l'auxiliaire blive / bli ; ainsi en norvégien : Han hjelper (il aide) ; han hjelpes  ou  han blir hjulpet (il est aidé).
- Anglais

Les primaries auxiliaries : to do, to have, to be

Ils peuvent être utilisés soit comme verbes lexicaux avec leur sens plein : faire, agir pour to do ; posséder pour to have ; exister pour  to be (ou avoir comme caractéristique, quand to be est utilisé comme copule) soit comme outils grammaticaux : To have sert principalement d'auxiliaire aspectuel du présent parfait et du plus-que-parfait : I've already paid (J'ai déjà payé) ; Have you eaten ? (Avez-vous mangé ?). To be est l'auxiliaire du passif à tous les temps et modes : He was killed by a fanatic (Il a été tué par un fanatique).
L'anglais se démarque des autres langues germaniques par :
- L'usage de to be comme auxiliaire aspectuel à tous les temps dans la périphrase to be+participe présent en -ing (forme dite progressive) : He is / was / has been / had been /will be waiting for you (Il est / fut /a été /avait été/ sera en train de vous attendre)
- L'existence de l'auxiliaire to do. Grammaticalisé, il exprime l'insistance ou la confirmation : It does make a lot of difference (Cela fait vraiment une grande différence) ; il s'emploie par ailleurs nécessairement dans les formes interrogatives et négatives de tous les verbes lexicaux : What do you eat ? (Que mangez-vous ?) - où il est auxiliaire de son homonyme lexical - ; She doesn't want anything (Elle ne veut rien)
Les auxiliaires modaux
Il existe  une série délimitée d'auxiliaires modaux, proches d'une langue à l'autre dans leur emploi et leur sens, étymologiquement apparentés pour la plupart.